# CNA (chaîne de télévision)
Pour les articles homonymes, voir CNA.
CNA (anciennement connu sous le nom de Channel NewsAsia) est un réseau d'information de langue anglaise basé à Singapour et détenu par Mediacorp. Lancé à Singapour le 1er mars 1999 par la Television Corporation of Singapore (en), le réseau a ensuite été lancé sur le plan international le 12 février 2001.  

## Histoire
Channel NewsAsia a été lancé le 1er mars 1999 sous l'égide de la Television Corporation of Singapore. Le réseau n'a été diffusé qu'à Singapour au début, car il ne se concentrait que sur les informations de ce pays. Il a commencé à être distribué dans d'autres pays asiatiques le 28 septembre 2000.
En août 2012, CNA a conclu un accord pour être diffusé au Myanmar via l'opérateur de télévision par satellite Sky Net. CNA a ouvert son bureau de presse du Myanmar dans la capitale Yangon en octobre 2013 - le bureau a officiellement ouvert ses portes en janvier 2014 - comme l'un des quatre organes de presse étrangers autorisés à opérer dans le pays à l'époque.
Le 21 janvier 2013, CNA a subi une relance majeure, introduisant un nouveau studio au Marina Bay Financial Center, une expansion de la programmation et le nouveau slogan «Understand Asia». Avec les changements, CNA a ajouté des programmes d'actualités et d'actualités supplémentaires axés sur les affaires et le "dynamisme et le progrès" de l'Asie, et a ajouté le nouveau journal télévisé de fin de soirée News Pulse (qui couvrirait les gros titres internationaux, impliquant principalement les Amériques et l'Europe ) pour devenir un service 24h/24. La directrice générale, Debra Soon, a expliqué qu'"alors que le centre de l'économie mondiale se déplace vers l'Asie, nous pensons que nous sommes bien placés pour livrer ce que nous faisons quotidiennement depuis 1999 et aider le public du monde entier à mieux Understand Asia".
En juillet 2014, CNA a ouvert son bureau au Vietnam. Les autres bureaux que la chaîne avait ouverts à l'époque étaient Pékin, Hong Kong, Jakarta, Séoul et Tokyo ; des bureaux non officiels ont également été maintenus dans d'autres villes telles que Mumbai, New Delhi et Washington DC.
En septembre 2014, la chaîne a annoncé son intention d'agrandir son studio de Kuala Lumpur, en Malaisie, en un bureau satellite entièrement fonctionnel doté de capacités haute définition.
Le 26 mai 2015, CNA a commencé à diffuser en haute définition. En juillet 2015, la portée de CNA était de 58 millions de foyers dans 26 pays. CNA a commencé à émettre en Inde le 19 novembre 2015, via l'opérateur satellite Tata Sky. Cette décision a étendu la portée du réseau à 14 millions de foyers en Inde,
Le 1er août 2018, CNA a été lancé sur Astro en Malaisie. Il est resté sur le canal 533 et est passé au canal 515 le 1er avril 2020.
En mars 2019, Mediacorp a annoncé que Channel NewsAsia se rebaptiserait "CNA" à plein temps, dans le but d'abandonner une identité "TV-centric" pour mettre l'accent sur ses opérations multiplateformes. Cela comprendrait la relance de sa station de radio d'information 938Now sous le nom de CNA Talk et la prochaine initiative de journalisme citoyen Tell CNA.

## La programmation
Voici une liste de certains programmes diffusés par CNA.

### Documentaires et émissions d'actualité
- CNA Correspondent

Les correspondants de toute la région apportent les faits saillants des nouvelles et des reportages dans leurs villes respectives. Anciennement connue sous le nom de journal du correspondant, l'émission était présentée par l'un des présentateurs de nuit de CNA. L'émission a été renommée en mai 2020.
- In Conversation

Il s'agit du programme d'interviews en tête-à-tête de la chaîne, présenté par Lin Xueling.
Parmi les anciens invités qui ont été interviewés dans l'émission figurent l'ancien Premier ministre malaisien Mahathir Mohamad, le Premier ministre en attente Anwar Ibrahim, le président de Coca-Cola Company James Quincey, le directeur général de Twitter Jack Dorsey et le célèbre auteur malaisien Tash Aw. Les saisons précédentes ont également mis en vedette le 44e président des États-Unis, Barack Obama, la conseillère d'État du Myanmar Aung San Suu Kyi, le président égyptien Abdel Fattah el-Sisi, le président indonésien Joko Widodo et le fondateur d'Uniqlo, Tadashi Yanai.
- Get Rea! (Get Real)

La série documentaire d'investigation primée de CNA. Le programme est temporairement en pause.
- Insight

Insight enquête et analyse des questions d'actualité qui ont un impact sur l'Asie et le reste du monde.
- Japan Hour

Un bloc de 60 minutes sur les voyages, la gastronomie et la culture japonaises, le programme est importé de NHK World-Japan et TV Tokyo au Japon et est sous-titré en anglais. Japan Hour, en raison de restrictions de droits d'auteur, n'est pas disponible pour la diffusion en direct en dehors de Singapour.
- Gangnam Insider's Picks

Un programme de 30 minutes présentant les lieux, la gastronomie et la culture du quartier Gangnam de Séoul ; produit et diffusé à l'origine par le diffuseur international basé en Corée du Sud, Arirang TV.
- Money Mind

Money Mind traite de l'économie, des marchés, des entreprises, des produits financiers et des tendances.
- CNA Insider Documentaires

Divers documentaires pertinents sur l'actualité asiatique. Ces documentaires sont disponibles sur demande via le site Web de CNA et la chaîne YouTube de CNA Insider après diffusion.
- Programmes d'actualité de Channel 5

En plus de ses propres programmes produits, CNA rediffuse également des programmes d'actualités de son réseau sœur national Channel 5 pour les téléspectateurs internationaux, notamment Talking Point et On the Red Dot.

### Bulletins d'information
- Asia First

Un programme d'actualités et d'actualités pour le petit-déjeuner. De tous les autres bulletins d'information, l'émission a la durée d'exécution la plus longue de trois heures, à partir de 7h00 SGT. Asia First est une consolidation de deux prédécesseurs des nouvelles du matin : First Look Asia et Asia Business First. Auparavant, un résumé hebdomadaire d'une demi-heure était diffusé le week-end, mais il a ensuite été remplacé par les créneaux du matin d'Asia Now. Le programme n'est pas diffusé les principaux jours fériés asiatiques et pendant la période de fin d'année de deux semaines après Noël (qui dure jusqu'à la semaine après le 1er janvier).
Asia First et son prédécesseur First Look Asia ont été diffusés simultanément sur Channel 5 en tant que petits-déjeuners de facto à Singapour. Les diffusions simultanées du 5 ont été annulées après le 30 avril 2019 pour accueillir les programmes pour enfants précédemment diffusés sur Okto qui ont fermé le lendemain.
- Asia Now

Surveillant les développements en Asie, Asia Now apporte les dernières histoires et les dernières nouvelles aux téléspectateurs. Le bulletin roulant est diffusé à différents moments de la journée; le temps de fonctionnement et les plages horaires varient entre les jours de semaine et les week-ends/jours fériés de Singapour
- Asia Tonight

Bulletin régional phare de CNA, rapportant un tour d'horizon des principales histoires du jour à travers l'Asie, avec des informations mondiales occasionnelles livrées sur une perspective asiatique. Anciennement connue sous le nom de Primetime Asia, Asia Tonight est diffusée tous les soirs à 20h00 SGT. Contrairement à Singapore Tonight, le bulletin est diffusé pendant une heure complète les soirs de semaine; édition d'une demi-heure diffusée le week-end et si des pays asiatiques importants (en particulier les secteurs d'activité) observent des jours fériés communs dans la semaine de travail, ainsi que pendant la saison de fin d'année qui dure de Noël jusqu'à la semaine suivant le 1er janvier.
- Headline News

Une mise à jour de 2 minutes résumant les principales histoires de la région et du monde. Les titres sont livrés entre les informations de CNA et les programmes d'actualités.
- World Tonight

En suivant les derniers événements en dehors de l'Asie, World Tonight présente les dernières histoires mondiales de la journée et les dernières information aux téléspectateurs. Diffusant tous les jours à minuit SGT, World Tonight est la renaissance par CNA d'un bulletin autonome pour les actualités mondiales depuis la suppression de Primetime World en 2018. Il remplace également News Now, l'ancien titre de bulletin roulant et de minuit de la chaîne.
- Singapore Tonight

Le bulletin local de CNA, fournissant des nouvelles et des analyses à jour à Singapour. Diffusé tous les soirs à 22 h 00 SGT, le bulletin dure une heure complète les soirs de semaine et 30 minutes le week-end, les principaux jours fériés de Singapour et la saison de fin d'année, du jour de Noël à la semaine suivant le jour de l'An.

## Flux de diffusion
Les programmes de CNA sont transmis en deux flux de diffusion distincts :
- Domestique - le flux officiel de la chaîne offrant une couverture d'actualités, de discussions et de style de vie 24 heures sur 24. Le flux national contient également du contenu réservé à Singapour, y compris des vidéos de service public local, des promotions Mediacorp, du contenu sportif limité par un accord de droits avec des organisations sportives internationales et (comme dans la plupart des chaînes internationales avec des flux nationaux) l'hymne national Majulah Singapura toutes les 06h00 SST . CNA Domestic est disponible pour les téléspectateurs de Singapour via over-the-air, StarHub TV, Singtel TV et le service de streaming over-the-top de Mediacorp meWATCH.
- Internationale - presque identique au flux national, mais offre également des options de désactivation pendant le contenu national uniquement et la couverture annuelle des commentaires en anglais du défilé de la fête nationale de Singapour tous les 9 août. Le flux international est diffusé par la plupart des systèmes de câble et de satellite en Asie et, occasionnellement, dans d'autres parties du monde via la diffusion en direct et (depuis le 1er février 2019) sur la chaîne YouTube de CNA.